# Истод тимьянолистный
Исто́д тимьяноли́стный (лат. Polygala serpyllifolia) — вид двудольных растений рода Истод (Polygala) семейства Истодовые (Polygalaceae). Впервые описан в 1797 году.
Синоним — Polygala serpyllacea Weihe.

## Распространение
Известен из Австрии, Бельгии, Великобритании (Англия), Дании (включая Фарерские острова), Германии, Ирландии, Швейцарии, Нидерландов, Норвегии, Португалии, Испании, Франции, Италии, стран бывших Югославии и Чехословакии. Занесён в ЮАР и Новую Зеландию.

## Ботаническое описание
Многолетнее травянистое растение высотой 15—25 см, ветвящееся, часто стелющееся.
Стебель голый или с редкими волосками.
Листья цельные, формой от почти эллиптических до обратнояйцевидных.
Цветки от розового до синего или фиолетового цвета, собраны в боковое терминальное кистевидное соцветие по 4—10.
Плод — голая коробочка с тёмно-коричневыми опушёнными продолговатыми семенами.
Цветёт с мая по сентябрь; в условиях Новой Зеландии, куда растение было занесено — с октября по март.